# 東京リビングサービス
東京リビングサービス株式会社（とうきょうリビングサービス、英: TokyoLivingService Co.,Ltd.）は、日本ゼネラルフードの完全子会社。

## 概要
東京電力の福利厚生子会社として1980年（昭和55年）4月1日に設立された。
しかし、東京電力が福島第一原子力発電所事故に伴う損害賠償など資金確保を進めるため、2012年（平成24年）2月29日付けで日本ゼネラルフードと株式譲渡契約を締結し、同年7月1日に子会社化された。
主な事業は社員食堂や社員寮のなどの管理運営や認可保育所、東京都認証保育所の運営、旅行代理店業務などを行っている。